# Eriogonum latifolium
Eriogonum latifolium är en slideväxtart som beskrevs av James Edward Smith. Eriogonum latifolium ingår i släktet Eriogonum och familjen slideväxter. Inga underarter finns listade i Catalogue of Life.